# Российский государственный архив социально-политической истории
Российский государственный архив социально-политической истории (РГАСПИ) — федеральное казённое учреждение, архив Российской Федерации, фонды которого содержат документы и музейные предметы не только по отечественной (XVIII — начало XXI вв.), но и по всеобщей (XVII—XX вв.) истории.

## История
- 1923—1931 — Институт В. И. Ленина при ЦК ВКП(б)
- 1929—1931 — Центральный партийный архив (ЦПА) Института В. И. Ленина при ЦК ВКП(б)
- 1931—1954 — Центральный партийный архив Института Маркса, Энгельса, Ленина при ЦК ВКП(б) — КПСС (ЦПА ИМЭЛ). После Великой Отечественной войны архив пополнился «трофейными» материалами из перемещенных архивов Германии. Так были получены полицейские дела, касающиеся Маркса, Энгельса и других деятелей социалистического и рабочего движения Германии, часть документального наследия Ф. Лассаля.
- 1954—1956 — Центральный партийный архив Института Маркса, Энгельса, Ленина, Сталина при ЦК КПСС (ЦПА ИМЭЛС) Продолжали поступать в архив документы ВКП(б), её центральных и местных органов. А в 1969—1991 гг. ЦПА стал обладателем документов персонального учёта членов КПСС, персонального учёта кадров, входивших в номенклатуру ЦК, а также многотысячного комплекса персональных партийных дел, рассматривавшихся Центральной контрольной комиссией ВКП(б), Комиссией (затем Комитетом) партийного контроля, в том числе дел, содержащих документы по реабилитации репрессированных членов партии. Архив получил многие личные архивы известных партийных и государственных деятелей СССР, участников международного коммунистического движения. Передача осуществлялась самими фондообразователями, а после их смерти — членами семей, партийными учреждениями и архивами. Так в ЦПА появились документы, составившие фонды А. А. Жданова, Ф. Э. Дзержинского, М. И. Калинина, С. М. Кирова, В. В. Куйбышева, Г. К. Орджоникидзе, И. В. Сталина, А. С. Щербакова и др. В Центральном партархиве до конца его деятельности сохранялись существенные ограничения на допуск к документам. Ситуация несколько изменилась начиная со второй половины 1950-х гг. Документы ЦПА регулярно публиковались на страницах журналов «Исторический архив», «Вопросы истории КПСС», «Известия ЦК КПСС».
- 1956—1991 — Центральный партийный архив Института марксизма-ленинизма при ЦК КПСС (ЦПА ИМЛ при ЦК КПСС)
- Октябрь 1991 — март 1999 — Российский центр хранения и изучения новейшей истории (РЦХИДНИ)
- С марта 1999 — Российский государственный архив социально-политической истории (РГАСПИ). В 1993—2011 гг. фонды архива пополнились значительными комплексами документов из исторической части Архива Президента РФ.

## Фонды
В РГАСПИ (на 01.01.2012) хранился 691 фонд за 1617—2011 годы; 2147 тыс. ед. хр., в том числе: фотодокументы — 182,5 тыс. ед. хр., фонодокументы — 1,3 тыс. ед. хр., музейные материалы — 140 тыс. ед. хр.
Документы РГАСПИ составляют два основных тематических комплекса: документы по социальной и политической истории Западной Европы (XVII—XX вв.); документы по политической и социальной истории России и СССР нового и новейшего времени (вторая половина XIX — начало XXI вв.). Огромна и музейная коллекция архива (значительную часть которой составляют присоединённые в 1993 г. к РЦХИДНИ фонды ликвидированного московского Музея К. Маркса и Ф. Энгельса), среди них — ценные собрания французской, английской и немецкой политической и бытовой карикатуры и графики конца XVIII—XIX вв. (включая работы выдающихся английских художников У. Хогарта, Дж. Гилрея, А. Круикшенка, Т. Роландсона; французских мастеров О. Домье, Г. Доре, Фр. Бонневиля, Ж. Монне, Ж.-Л. Приера, Ж. Дюплесси, В. Адама, Д.-О. Раффе); коллекции, посвящённые таким важнейшим событиям европейской истории, как Великая Французская Революция, Континентальная блокада, Отечественная война 1812 года, Заграничный поход русской армии (1813—1814 гг.), Революции 1848—1849 годов в Европе, Франко-прусская война 1870—1871 гг., Парижская коммуна, событиям эпохи Третьей республики во Франции и др. Имеются отдельные коллекции и материалы, в которые включены портреты учёных, писателей, художников, артистов, политических и общественных деятелей, коронованных особ стран Европы; мода, военная униформа, виды городов и отдельных зданий и др. (конец XVIII—XIX века).
В состав каждого комплекса входят фонды и коллекции документов политических партий, общественных движений, течений, организаций и учреждений, коллекции архивных материалов, относящиеся к определённым историческим событиям, и соответствующие личные фонды теоретиков, руководителей или активных участников событий и организаций.
Имеются такие коллекции, как документы из личной канцелярии Наполеона III (1840—1870), министерств внутренних и иностранных дел Саксонии, коллекция документов Полицейского управления Берлина о деятельности общественных, рабочих организаций и политической эмиграции Германии (1810—1920), коллекции документов по политической и социальной истории Франции, Германии, Италии, Австро-Венгрии, Швейцарии, Англии и других стран Западной Европы (XVII—XX вв.), собрание документов итальянских политических деятелей XIX в. (1804—1916), коллекция документов парижской полиции о политической эмиграции во Франции (1841—1893), коллекция документов французского «Правительства национальной обороны» (1870—1871), коллекция документов из переписки Российского посольства в Париже по делам эмиграции (1844—1881), документы Вандомского процесса во Франции (1797), материалы по чартистскому движению в Англии и многие др.
Среди фондов лидеров и активных участников революционного движения (в основном Франции) — собрания документов Г. Бабёфа, Ф. Буонарроти, Л. Блана, О. Бланки, О. Вермореля, Л.-Ш. Делеклюза, М.-А. Жюльена, Г.-П. Клюзере, П.-О. Лиссагаре, Ж. Ру, Г. Флуранса и др.
Значительно собрание документов лидеров европейской социал-демократии XIX — начала XX веков: А. Бебеля, В. Либкнехта, Ф.-А. Зорге, В. Вольфа, Л. и П. Лафаргов, Ф. Лесснера и др.); редакций газет, международных рабочих организаций, в издании и деятельности которых Маркс и Энгельс принимали непосредственное участие: «Rheinische Zeitung» (Рейнская газета, 1842—1843), «Neue Rheinische Zeitung» (Новая Рейнская газета,1850), «Союз коммунистов» (1847—1852). До сих пор предметом особого интереса российских и иностранных исследователей являются хранимые в архиве самые богатые в мире личные фонды К. Маркса, Ф. Энгельса. Имеются личные фонды представителей других направлений общественной и политической мысли разных стран Европы: А. Сен-Симона, Ш. Фурье и их последователей, М. Бакунина, В. Вейтлинга, Ф. Лассаля, Ф.-Д. Ньювенгейса, П.-Ж. Прудона, А.-О. Ледрю-Роллена и др. В комплексе документов по российской истории XIX — начала XX века — фонды Г. В. Плеханова, П. Б. Струве, Е. К. Брешко-Брешковской, А. А. Богданова, А. Л. Парвуса и др. Большую ценность представляют фонды выдающихся представителей философской мысли Л. Фейербаха, А. Руге и др.
В архиве в сосредоточены документы Советской эпохи: первых советских правительств, коллекции по истории международного социалистического, коммунистического, демократического движения. В архиве хранятся документы высших органов КПСС — Политбюро, Секретариата, Оргбюро ЦК РКП(б)-ВКП(б)-КПСС, съездов, пленумов, конференций.
РГАСПИ хранит фонды Государственного комитета обороны, Центрального штаба партизанского движения, архивы Коминтерна и Коминформа, а также лидеров европейских социалистических и социал-демократических партий и движений, руководителей советского государства и КПСС, в том числе Ленина, Сталина, Троцкого, Молотова, Калинина, Кагановича, Маленкова, Хрущёва, Микояна и др.
Большой комплекс документов посвящён внешней политике СССР и международным отношениям в XX веке.
Имеются фонды РГАСПИ по истории российских, зарубежных и международных молодёжных организаций и движений. В архиве хранятся фонды парламентских партий — Коммунистической партии Российской Федерации, партии «Справедливая Россия», Либерально-демократической партии России, значительного числа внепарламентских партий и движений.

## Путеводители, указатели
За период 1990—2015 гг. РГАСПИ подготовил и издал ряд путеводителей по фондам и коллекциям архива:
- Российский центр хранения и изучения документов новейшей истории: краткий путеводитель. Фонды и коллекции, собранные Центральным партийным архивом. — Вып. 1. — М.: Благовест, 1993. — 201 с.
- Российский центр хранения и изучения документов новейшей истории: путеводитель по фондам и коллекциям личного происхождения. — Вып. 2. — М.: 1996. — 405 с.
- Российский государственный архив социально-политической истории: Краткий справочник / Справочно-информационные материалы к документальным и музейным фондам РГАСПИ. — Вып. 3. — М.: Российская политическая энциклопедия (РОССПЭН), 2004. — 352 с.
- Российский государственный архив социально-политической истории: путеводитель по фондам и коллекциям документов КПСС (25 октября (7 ноября) 1917 — август 1991 гг.). / Справочно-информационные материалы к документальным и музейным фондам РГАСПИ. — Вып. 4. — М.: Российская политическая энциклопедия (РОССПЭН), 2008. — 463 с.
- Государственный комитет обороны СССР. Постановления и деятельность. 1941—1945 гг. Аннотированный указатель. В 2-х томах. — М.: Политическая энциклопедия, 2015. — (Серия: Труды РГАСПИ). — Т. 1 — 1222 с.; т. 2 — 1342 с.

## Главное здание архива. Архивохранилища

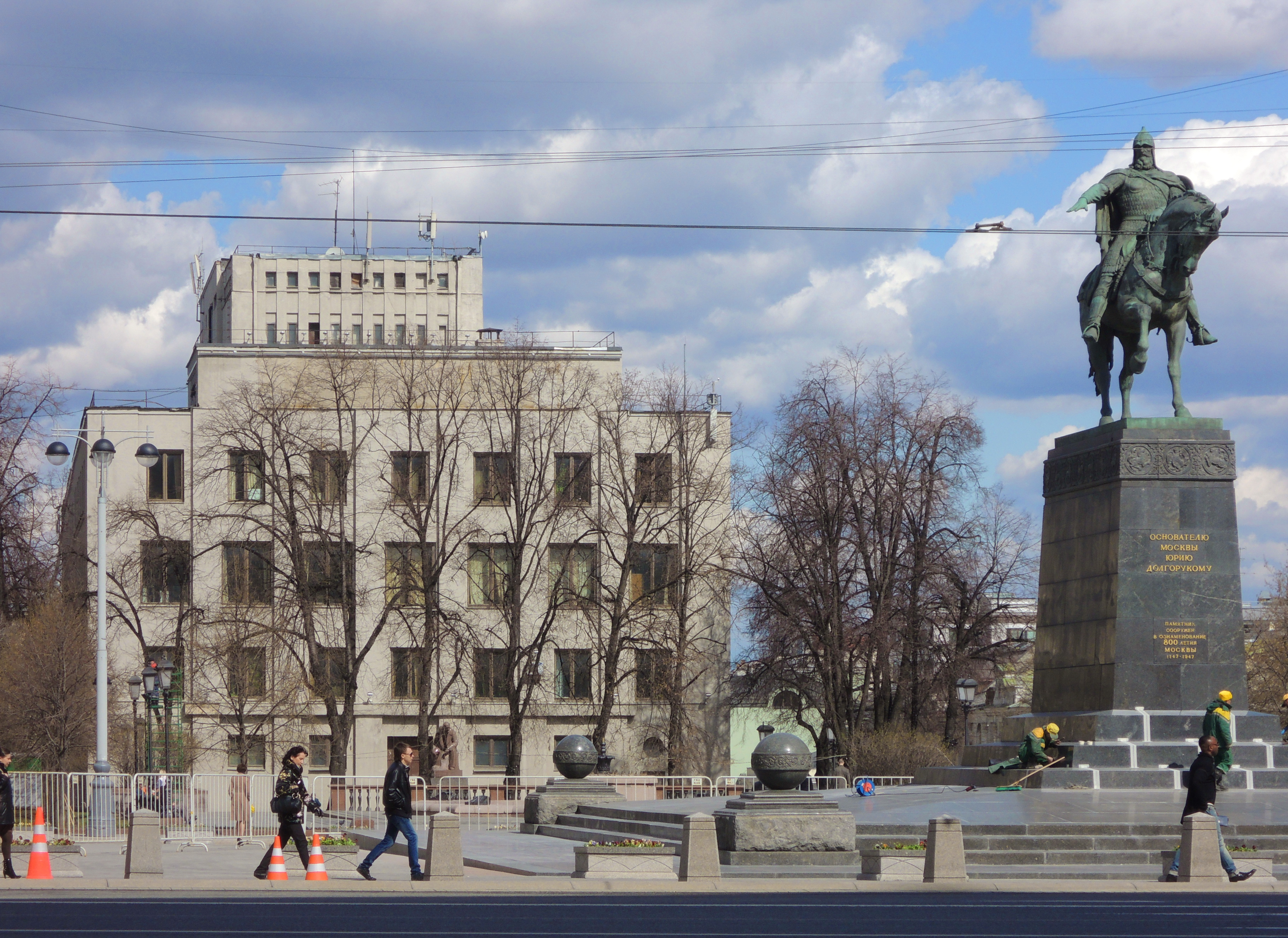
Вид со стороны Тверской площади

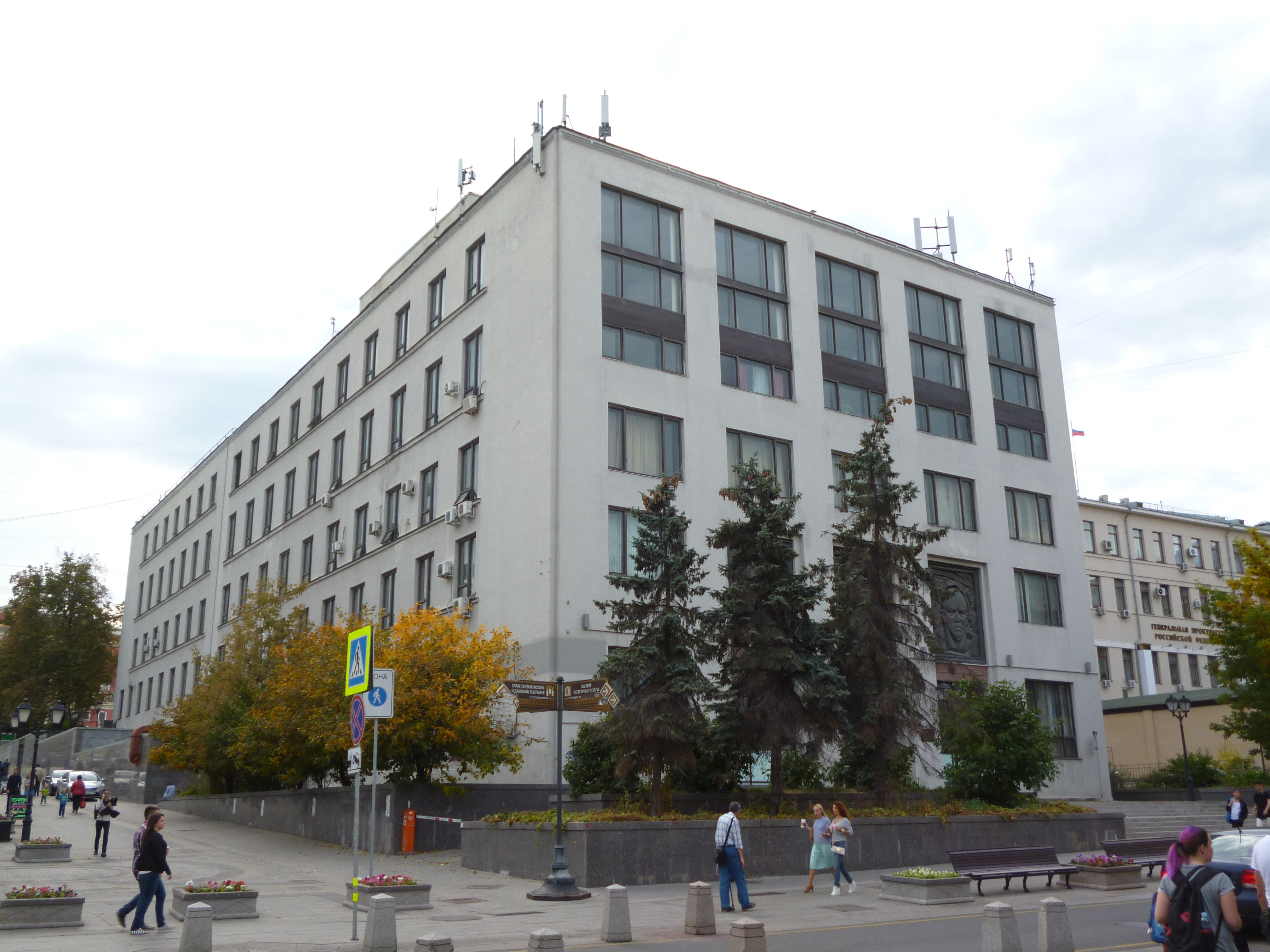
Вид с Большой Дмитровки

Главное здание архива (Москва, улица Большая Дмитровка, 15) было специально возведено в 1926—1927 гг. для хранения уникальных архивных и книжных коллекций, стиль — конструктивизм, автор — известный русский и советский архитектор, академик Академии архитектуры СССР Сергей Егорович Чернышёв (ученик академика Императорской Академии художеств Л. Н. Бенуа), в 1935—1941 гг. — главный архитектор Москвы, лауреат Сталинской премии 1-й степени (за проект Главного здания МГУ, 1949).
Известное на весь мир бронированное подземное хранилище-сейф архива — единственное подобное сооружение в Российской Федерации — по заказу Советского правительства было специально спроектировано и возведено крупнейшим германским сталелитейным и машиностроительным концерном Krupp (1927). В 1982—1984 гг. были проведены капитальный ремонт и реконструкция старого здания и специально для нужд архива дополнительно было построено новое здание с самым современным по тем временам оборудованием. Комплекс зданий архива включает в себя также 14-ти этажную башню-хранилище, замкнутую в пространство между двумя историческими зданиями. Все здания представляют собой конструктивно единый комплекс.
Имеет загородное Архивохранилище и специализированное Архивохранилище документов и материалов молодёжных организаций и движений (Москва, ул. Профсоюзная, 82).

## Читальные залы РГАСПИ
Имеются три читальных зала РГАСПИ. Исследователи, работающие с фондами бывшего ЦПА и фондами, поступившими позднее в РГАСПИ, пользуются Читальным залом № 1, находящимся на 5-м этаже главного здания.
Для работы с фондами Коминтерна открыт отдельный Читальный зал № 2 на 4-м этаже главного здания.
Для ознакомления с документами молодёжных организаций и движений открыт Читальный зал № 3 (ул. Профсоюзная, 82).

## Сотрудники РГАСПИ

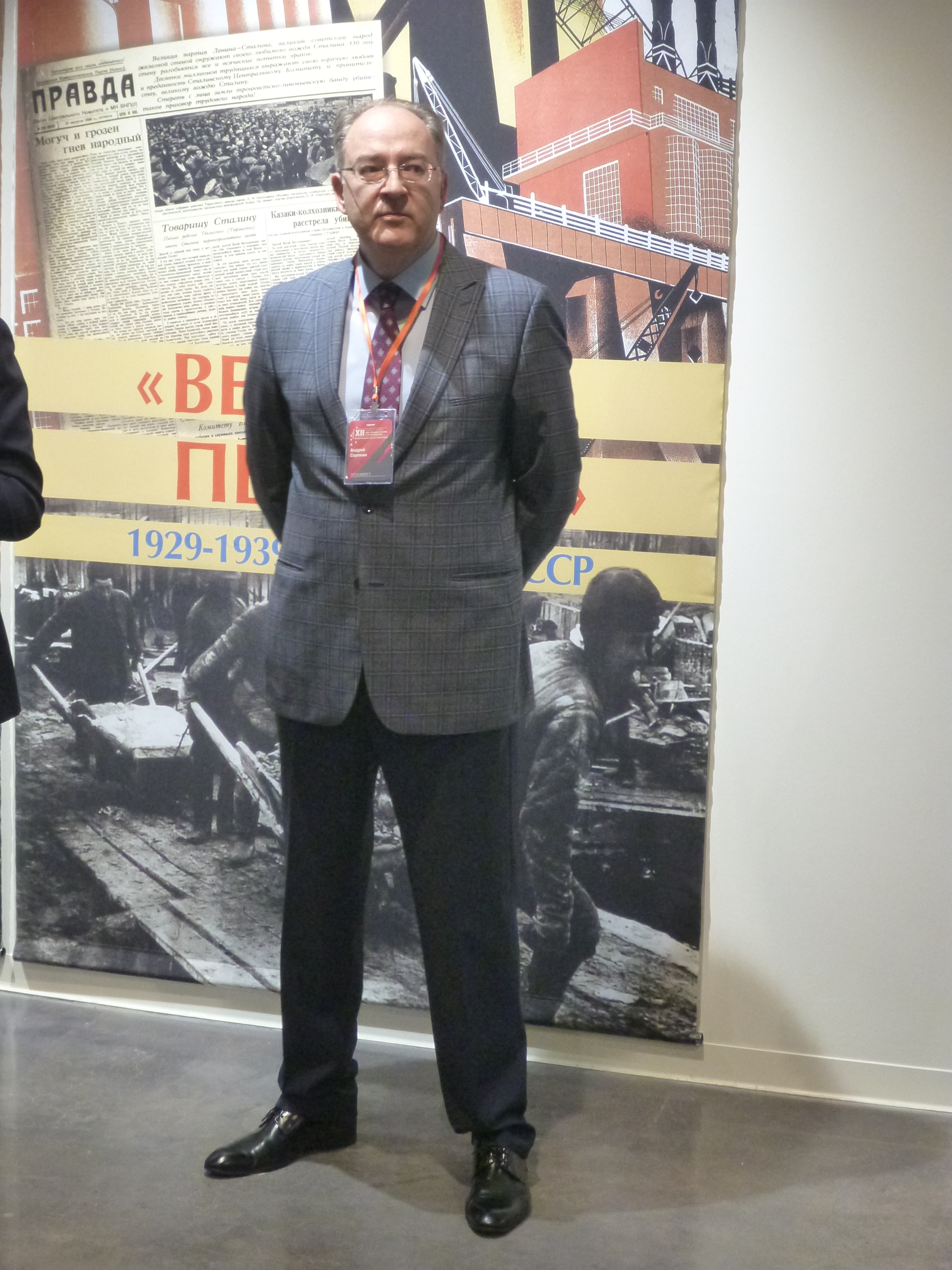
Андрей Константинович Сорокин, директор РГАСПИ на открытии выставки документов РГАСПИ в Ельцин-центре, сентябрь 2019 года

Директорами архива в разные годы были профессор Михаил Степанович Ольминский, Лев Борисович Каменев, Иван Иванович Скворцов-Степанов, академик АН СССР Давид Борисович Рязанов, Иван Павлович Товстуха, Александр Яковлевич Аросев, профессор Павел Борисович Жибарев, член-корреспондент РАН Владимир Петрович Козлов, член-корреспондент АПСН Кирилл Михайлович Андерсон, Олег Владимирович Наумов и другие историки. Более 20 лет заместителем директора — главным хранителем РГАСПИ работал историк-архивист Ю. Н. Амиантов.
Директор с 2010 по 2020 г. — Андрей Сорокин. Заместители директора (2013): к.э.н. Г. И. Акимов, Е. Э. Барцева, академик АПСН С. А. Котов, А. В. Травникова, к.и.н. В. Н. Шепелев.
В коллективе РГАСПИ работают 19 докторов исторических наук, 30 кандидатов наук, 3 лауреата Государственной премии Российской Федерации в области науки и техники: д.и.н. В. В. Журавлев, д.и.н. А. П. Ненароков, к.и.н. А. К. Сорокин (Лауреаты государственной премии Российской Федерации за 2002 год). Среди сотрудников архива — лауреат Премии им. В. О. Ключевского Российской академии наук, к.и.н. И. Н. Киселев; 7 лауреатов Национальной премии «Лучшие книги года» — д.и.н. В. В. Журавлев, д.и.н. В. В. Кондрашин, к.и.н. А. С. Кочетова, д.и.н. М. И. Одинцов, д.и.н. А. В. Репников, к.и.н. А. К. Сорокин, д.и.н. А. А. Чернобаев; 6 лауреатов Всероссийской историко-литературной премии «Александр Невский» (I премия в номинации историко-мемориальных проектов) — М. С. Астахова, Т. А. Волобуева, к.и.н. Г. В. Горская, В. Г. Дорофеев, к.и.н. А. К. Сорокин, к.и.н. В. Н. Фомичев; дипломант Макарьевской премии д.и.н. А. В. Репников; 4 академика отраслевых академий: Академии политических наук (АПН): А. К. Сорокин; Российской академии естественных наук (РАЕН): проф. П. Ю. Савельев; Академии педагогических и социальных наук (АПСН): С. А. Котов и д.и.н. А. А. Чернобаев.
Трое сотрудников (2013) — к.и.н. Г. В. Горская, к.и.н. И. И. Кудрявцев и В. Н. Сапрыков-Саминский — удостоены почетного звания «Заслуженный работник культуры Российской Федерации»; двое сотрудников — д.и.н. В. В. Журавлев и д.и.н. А. П. Ненароков — почетного звания «Почётный работник науки и техники Российской Федерации»; 4 сотрудника — «Почетный архивист Российской Федерации»; 1 сотрудник — «Отличник архивного дела СССР», 2 сотрудника — «Почётный работник общего образования Российской Федерации». Многие сотрудники отмечены государственными наградами СССР и Российской Федерации, зарубежных стран, а также ведомственными наградами Российской Федерации.

## Научный Совет РГАСПИ
Председатель Научного Совета — лауреат Государственной премии Российской Федерации в области науки и техники, к.и.н. А. К. Сорокин.
В составе Научного Совета РГАСПИ (2013): доцент МГУ им. М. В. Ломоносова, член-корреспондент АПСН, к.и.н. К. М. Андерсон, первый проректор РГГУ, директор Историко-архивного института РГГУ, д.и.н., профессор А. Б. Безбородов, заведующий кафедрой Исторического факультета МГУ им. М. В. Ломоносова, член-корреспондент РАН Л. И. Бородкин, начальник отдела РГАСПИ, к.и.н. Г. В. Горская, главный специалист РГАСПИ, д.и.н. В. В. Журавлев, главный специалист РГАСПИ, д.и.н. М. В. Зеленов, декан Факультета истории НИУ ВШЭ, д.и.н., профессор А. Б. Каменский, главный специалист РГАСПИ, д.и.н.,профессор В. В. Кондрашин, заместитель директора РГАСПИ, заместитель директора РГАСПИ, академик АПСН С. А. Котов (заместитель председателя Научного совета РГАСПИ), заведующий кафедрой РГГУ, д.и.н., профессор М. В. Ларин, главный специалист РГАСПИ, д.и.н. Л. А. Лыкова, профессор, д.и.н. В. Т. Логинов, научный руководитель ГА РФ, д.и.н., профессор С. В. Мироненко, заместитель начальника отдела РГАСПИ, к.и.н. Е. М. Мягкова, заведующий кафедрой МГИМО (У), д.и.н., профессор М. М. Наринский, научный руководитель Института востоковедения РАН, академик РАН В. В. Наумкин, заместитель руководителя Федерального архивного агентства, к.и.н. О. В. Наумов, главный специалист РГАСПИ, д.и.н. А. П. Ненароков, главный специалист РГАСПИ, д.и.н. М. И. Одинцов, директор Института российской истории РАН, д.и.н. Ю. А. Петров, президент Российского государственного гуманитарного университета, член-корреспондент РАН Е. И. Пивовар, научный руководитель Института научной информации по общественным наукам РАН, академик РАН Ю. С. Пивоваров, заместитель начальника отдела РГАСПИ, д.и.н. А. В. Репников, директор Государственного архива РФ Л. А. Роговая, директор Российского государственного военного архива В. П. Тарасов, главный научный сотрудник Института всеобщей истории РАН, д.и.н., профессор А. М. Филитов, начальник отдела РГАСПИ, к.и.н. В. Н. Фомичев, главный специалист РГАСПИ, академик АПСН, д.и.н. А. А. Чернобаев, главный научный сотрудник Института российской истории РАН, академик РАЕН, д.и.н. В. В. Шелохаев, декан Факультета политологии МГУ им. М. В. Ломоносова, д.и.н., профессор А. Ю. Шутов и другие учёные.

## Попечительский Совет РГАСПИ
В состав Попечительского Совета Российского государственного архива социально-политической истории входят (2013): директор Научного Центра сердечно-сосудистой хирургии им. А. Н. Бакулева РАМН, академик РАН и РАМН Л. А. Бокерия, Председатель Совета при Президенте Российской Федерации по развитию гражданского общества и правам человека, д.ю.н. М. А. Федотов, заместитель председателя Комитета по международным делам Совета Федерации ФС РФ, Чрезвычайный и Полномочный Посол Российской Федерации, д.и.н. В. П. Лукин, заместитель Руководителя Аппарата Правительства Российской Федерации, к.и.н. А. В. Логинов, председатель Союза журналистов России В. Л. Богданов, почетный председатель Совета по внешней и оборонной политике, декан Факультета мировой экономики и мировой политики НИУ ВШЭ, д.и.н. С. А. Караганов, советник Руководителя Федеральной службы охраны, заведующий кафедрой МГУ им. М. В. Ломоносова, д.и.н. С. В. Девятов, председатель Комитета по конституционному законодательству и государственному строительству Государственной Думы РФ IV—VI созывов, к.ю.н. В. Н. Плигин, генеральный директор ИА «Интерфакс» М. В. Комиссар, президент ЗАО «КРОС» С. А. Зверев, другие учёные, общественные и политические деятели России.

## Международные молодёжные научные конференции «Клио»
Ежегодно с 2011 года в РГАСПИ проводятся Международные конференции молодых учёных и специалистов «Клио» — «Исторические документы и актуальные проблемы археографии, источниковедения, российской и всеобщей истории нового и новейшего времени», в которых принимают участие историки, политологи, архивисты, культурологи из многих университетов, национальных архивов, центров академической науки Российской Федерации, европейских и азиатских стран.
Ежегодно издательство РОССПЭН выпускает в свет сборник материалов конференции (2011, 2012, 2013, 2014, 2015, 2016).
Организаторы конференций: Научный Совет РГАСПИ и Совет молодых учёных и специалистов (СМУС) РГАСПИ.

## Журнал «Исторический архив»
Российский государственный архив социально-политической истории и издательство «Политическая энциклопедия» являются соучредителями журнала «Исторический архив».
Главный редактор — академик АПСН, д.и.н., профессор А. А. Чернобаев.
Периодичность журнала — шесть номеров в год.
Журнал входит в список ведущих научных журналов, рекомендуемых ВАК РФ для публикации основных научных результатов диссертации на соискание учёной степени кандидата и доктора наук.
«Исторический архив» начал издаваться с 1919 года, тогда вышел лишь один номер. В 1930-е — начале 1950-х гг. Институт истории АН СССР издавал непериодические сборники под тем же названием. С 1955 года выходил журнал «Исторический архив». В его редакционную коллегию в разное время входили ведущие отечественные историки и архивисты. В 1962 году решением ЦК КПСС журнал был закрыт.
В 1992 году, после 30-летнего перерыва, было возобновлено издание журнала «Исторический архив». Он был учреждён Комитетом по делам архивов при Правительстве Российской Федерации. С 1999 года учредителями журнала были Федеральная архивная служба России, АНО Издательство «Российская политическая энциклопедия» и ООО «История-Сервис».
Изменение состава учредителей состоялось в 2014 г. Федеральная служба по надзору в сфере связи, информационных технологий и массовых коммуникаций (Роскомнадзор) перерегистрировала 22 сентября 2014 года средство массовой информации журнал «Исторический архив» в связи с изменением состава учредителей.
Зарегистрированными учредителями журнала являются издательство «Политическая энциклопедия» и Российский государственный архив социально-политической истории.